# Mom (film)
Mom è un film del 2017 diretto da Ravi Udyawar.

## Riconoscimenti
- National Film Awards 2018:
  - Miglior attrice a Sridevi
  - Miglior direzione musicale a A. R. Rahman
- Zee Cine Awards 2018:
  - Critics Best Actress a Sridevi
- IIFA Awards 2018:
  - Miglior attrice a Sridevi
  - Miglior attore non protagonista a Nawazuddin Siddiqui
- GQ Excellence Awards 2018:
  - GQ Award for Excellence in Acting a Sridevi
- Bollywood Film Journalists Awards 2018:
  - Best Actress a Sridevi
- Masala Magazine Awards - Dubai 2018:
  - Outstanding Performance of the Year a Sridevi